# Liste der Naturdenkmale in Dotternhausen
| Naturdenkmale | Anzahl |
| ------------- | ------ |
| FND           | 1      |
| END           | 2      |
| Gesamt        | 3      |

Die Liste der Naturdenkmale in Dotternhausen nennt die verordneten Naturdenkmale (ND) der im baden-württembergischen Zollernalbkreis liegenden Gemeinde Dotternhausen. In Dotternhausen gibt es insgesamt drei als Naturdenkmal geschützte Objekte, davon ein flächenhaftes Naturdenkmal (FND) und zwei Einzelgebilde-Naturdenkmale (END).
Stand: 29. Juli 2024.

## Flächenhafte Naturdenkmale (FND)
| Name                       | Bild | Kennung     | Einzelheiten  | Position | Fläche Hektar | Datum         |
| -------------------------- | ---- | ----------- | ------------- | -------- | ------------- | ------------- |
| Schluchtwald-Billentalbach | BW   | 84170160014 | Dotternhausen | ⊙        | 2,4           | 19. März 1992 |
| Legende für Naturdenkmal   |      |             |               |          |               |               |

## Einzelgebilde (END)
| Name                     | Bild | Kennung     | Einzelheiten                                              | Position | Fläche Hektar | Datum         |
| ------------------------ | ---- | ----------- | --------------------------------------------------------- | -------- | ------------- | ------------- |
| Linde auf Grabhügel      | BW   | 84170160213 | Dotternhausen                                             | ⊙        | 0,0           | 28. Apr. 1995 |
| Weiden am Goospferch     | BW   | 84170160270 | Dotternhausen Nicht mehr in der LUBW-Datenbank vorhanden. | ⊙        | 0,0           | 28. Apr. 1995 |
| Weiden am Weiher         | BW   | 84170160269 | Dotternhausen                                             | ⊙        | 0,0           | 28. Apr. 1995 |
| 4 Linden beim Friedhof   | BW   | 84170160084 | Dotternhausen Nicht mehr in der LUBW-Datenbank vorhanden. | ⊙        | 0,0           | 10. Okt. 1949 |
| Legende für Naturdenkmal |      |             |                                                           |          |               |               |